# GHC Junior Heavyweight Championship
Die GHC Junior Heavyweight Championship (zu deutsch GHC (Global Honored Crown) Junior Meisterschaft im Schwergewicht) ist ein Wrestlingtitel für Einzelwrestler bei Pro Wrestling NOAH. Der Titel besitzt den Status einer Weltmeisterschaft, da er auch in den USA verteidigt wurde und unterliegt offiziell einem Gewichtslimit von 100 kg (entsprechen 220 amerikanische Pfund). Wie im Wrestling allgemein üblich erfolgt die Vergabe nach einer zuvor bestimmten Storyline.

## Geschichte
Wie der IWGP Junior Heavyweight Championship von New Japan Pro-Wrestling wurde dieser Titel auch für leichtere und technisch bessere Wrestler eingeführt. Er wurde am 24. Juni 2001 bei der Show NOAH Navigation to the bright Destination - Day 10 in einem Turnier ausgefochten. Yoshinobu Kanemaru besiegte dabei im Finale Juventud Guerrera, um so der erste Titelträger zu werden. Im Laufe der Zeit wurde der Titel zu einem der respektiertesten Wrestlingtitel mit einem Gewichtslimit der Welt, was auf den Unterhaltungs- und Qualitätswert der Titelmatches zurückzuführen ist. Am 30. Mai 2003 erreichte er zudem den Status einer Weltmeisterschaft, als der Titel vom damaligen Champion Michael Modest bei einer Show der mittlerweile geschlossenen amerikanischen Promotion Pro Wrestling IRON in Cloverdale, Kalifornien gegen Vito Thomaselli verteidigt wurde. Auch bei der bekannteren US-Promotion Ring of Honor oder der deutschen Promotion Westside Xtreme Wrestling, mit denen Pro Wrestling NOAH eng zusammenarbeitet, wurde der Titel schon ausgefochten.

## Aktueller Titelträger
Der aktuelle GHC Junior Heavyweight Champion ist Hajime Ohara in seiner ersten Regentschaft. Er besiegte Taiji Ishimori bei The First Navig. 2017 am 7. Januar 2017 in Tokio, um den vakanten Titel zu gewinnen.

### Rekorde
| Rekord                  | Rekordhalter                | Einheit            |
| ----------------------- | --------------------------- | ------------------ |
| Meiste Titelgewinne     | Yoshinobu Kanemaru          | 7-mal              |
| Längste Regentschaft    | Hajime Ohara                | 1263+              |
| Kürzeste Regentschaft   | Makoto Hashi & Ricky Marvin | 1 Tag              |
| Ältester Titelträger    | Yoshinobu Kanemaru          | 40 Jahre           |
| Jüngster Titelträger    | Katsuhiko Nakajima          | 20 Jahre 337 Jahre |
| Schwerster Titelträger  | Takashi Sugiura             | 104 Kilogramm      |
| Leichtester Titelträger | Atsushi Kotoge              | 72 Kilogramm       |

### Liste der Titelträger
| #  | Champion             | Nr. | Tage  | Datum des Titelgewinns | Ort              | Veranstaltung                                                    | Bemerkung |
| -- | -------------------- | --- | ----- | ---------------------- | ---------------- | ---------------------------------------------------------------- | --- |
| 1  | Yoshinobu Kanemaru   | 1   | 117   | 24. Juni 2001          | Nagoya, Japan    | Navigation to the bright Destination - Day 10                    | Der Titel wurde als GHC Junior Heavyweight Championship eingeführt. Yoshinobu Kanemura gewann ein Turnier, um der erste Titelträger zu werden. Er besiegte im Finale Juventud Guerrera. |
| 2  | Tatsuhito Takaiwa    | 1   | 51    | 19. Oktober 2001       | Yokohama, Japan  | Tug of War 2001 - Day 10                                         | |
| 3  | Naomichi Marufuji    | 1   | 119   | 9. Dezember 2001       | Tokio, Japan     | Navigation in raging Ocean 2001 - Day 14                         | |
| 4  | Makoto Hashi         | 1   | 1     | 7. April 2002          | Tokio, Japan     | Encountering Navigation 2002 - Day 16 - Come and watch in Ariake | |
|    | Titel vakant         | *   | *     | 8. April 2002          | *                | *                                                                | Makoto Hashi gab den Titel freiwillig ab, weil er den Titelgewinn aufgrund einer Verletzung von Naomichi Marufuji nicht anerkannte.                                                     |
| 5  | Yoshinobu Kanemaru   | 2   | 308   | 26. Mai 2002           | Sapporo, Japan   | Navigation with Breeze 2002 - Day 14                             | Yoshinobu Kanemaru gewann ein Turnier, um der neue Titelträger zu werden. Er besiegte im Finale Kenta.                                                                                  |
| 6  | Michael Modest       | 1   | 166   | 30. März 2003          | Fukuoka, Japan   | Encountering Navigation 2003 - Day 7                             | Während seiner Regentschaft verteidigte Michael Modest seinen Titel in den USA gegen Vito Thomaselli. Daraufhin erhielt der Titel einen World-Status                                    |
| 7  | Takashi Sugiura      | 1   | 114   | 12. September 2003     | Tokio, Japan     | Navigation over the Date Line 2003 - Day 13                      | |
| 8  | Jushin Thunder Liger | 1   | 187   | 4. Januar 2004         | Tokio, Japan     | NJPW Wrestling World 2004                                        | |
| 9  | Yoshinobu Kanemaru   | 3   | 374   | 10. Juli 2004          | Tokio, Japan     | Departure 2004                                                   | |
| 10 | Kenta                | 1   | 321   | 18. Juli 2005          | Tokio, Japan     | Destiny                                                          | |
| 11 | Takashi Sugiura      | 2   | 202   | 4. Juni 2006           | Sapporo, Japan   | Northern Navigation 2006 - Day 12                                | |
| 12 | Tatsuhito Takaiwa    | 2   | 126   | 23. Dezember 2006      | Tokio, Japan     | SEM SEMful Gift in Differ 2006                                   | |
| 13 | Mushiking Terry      | 1   | 182   | 28. April 2007         | Tokio, Japan     | Spring Navigation 2007 - Day 16                                  | |
| 14 | Yoshinobu Kanemaru   | 4   | 322   | 27. Oktober 2007       | Tokio, Japan     | Autumn Navigation 2007 - Day 12                                  | |
| 15 | Bryan Danielson      | 1   | 29    | 14. September 2008     | Tokio, Japan     | ROH - The Tokyo Summit                                           | |
| 16 | Kenta                | 2   | 121   | 13. Oktober 2008       | Hiroshima, Japan | Autumn Navigation 2008 - Day 5                                   | |
| 17 | Katsuhiko Nakajima   | 1   | 19    | 11. Februar 2009       | Tokio, Japan     | Kensuku Office Take the Dream Vol. 7                             | |
| 18 | Kenta                | 3   | 139   | 1. März 2009           | Tokio, Japan     | The second Navigation 2009 - Day 7                               | |
|    | Titel vakant         | *   | *     | 30. Oktober 2009       | *                | *                                                                | Aufgrund einer Knieverletzung von Kenta wird der Titel für vakant erklärt. |
| 19 | Yoshinobu Kanemaru   | 5   | 400   | 31. Oktober 2009       | Tokio, Japan     | Autumn Navigation - Day 9                                        | Yoshinobu Kanemaru gewann die NOAH Junior Heavyweight League 2009, auf dessen Gewinn es auch um den vakanten Titel ging. Er besiegte im Finale Jushin Thunder Liger.                    |
| 20 | Kotaro Suzuki        | 2   | 292   | 5. Dezember 2010       | Tokio, Japan     | NOAH Winter Navigation 2010 - Day 11                             | |
| 21 | Katsuhiko Nakajima   | 2   | 8     | 23. September 2011     | Tokio, Japan     | NOAH Shiny Navigation 2011                                       | |
|    | Titel vakant         | *   | *     | 2. Oktober 2011        | *                | *                                                                | Aufgrund einer Knieverletzung von Katsuhiko Nakajima wird der Titel für vakant erklärt.                                                                                                 |
| 22 | Ricky Marvin         | 1   | 1     | 16. Oktober 2011       | Tokio, Japan     | The Navigation Sunday 2011 in Korakuen                           | Ricky Marvin besiegte Satoshi Kajiwara um den vakanten Titel. |
|    | Titel vakant         | *   | *     | 16. Oktober 2011       | *                | *                                                                | Ricky Marvin gab den Titel freiwillig zurück, da er ihn von Katsuhiko Nakajima gewinnen wollte.                                                                                         |
| 23 | Katsuhiko Nakajima   | 3   | 163   | 27. November 2011      | Tokio, Japan     | The great Voyage in Tokyo Vol.4                                  | Katsuhiko Nakajima besiegte Ricky Marvin um den vakanten Titel. |
| 24 | Yoshinobu Kanemaru   | 6   | 143   | 9. Mai 2012            | Tokio, Japan     | The Navigation in May 2012 - Day 2                               | |
| 25 | Shuji Kondo          | 1   | 120   | 29. September 2012     | Tokio, Japan     | The Navigation Saturday 2012                                     | |
| 26 | Taiji Ishimori       | 1   | 405   | 27. Januar 2013        | Osaka, Japan     | Great Voyage 2013 in Osaka                                       | |
| 27 | Daisuke Harada       | 1   | 273   | 8. März 2014           | Tokio, Japan     | Great Voyage 2014 in Tokyo                                       | |
| 28 | Atsushi Kotoge       | 1   | 99    | 6. Dezember 2014       | Tokio, Japan     | Great Voyage 2014 in Tokyo Vol. 3                                | |
| 29 | Taichi               | 1   | 283   | 15. März 2015          | Tokio, Japan     | Great Voyage 2015 in Tokyo                                       | |
| 30 | Taiji Ishimori       | 2   | 63    | 23. Dezember 2015      | Tokio, Japan     | Destiny 2015                                                     | |
| 31 | Yoshinobu Kanemaru   | 7   | 212   | 24. Februar 2016       | Tokio, Japan     | The Second Navigation 2016                                       | |
| 32 | Atsushi Kotoge       | 2   | 94    | 23. September 2016     | Tokio, Japan     | Shiny Navig. 2016                                                | |
|    | Titel vakant         | *   | *     | 26. Dezember 2016      | *                | *                                                                | Atsushi Kotoge gab den Titel freiwillig zurück, da er in die Schwergewichtsklasse gewechselt ist.                                                                                       |
| 33 | Hajime Ohara         | 1   | 3045+ | 7. Januar 2017         | Tokio, Japan     | The First Navig. 2017                                            | Besiegte Taiji Ishimori, um den vakanten Titel zu gewinnen. |